# Berthe Weill

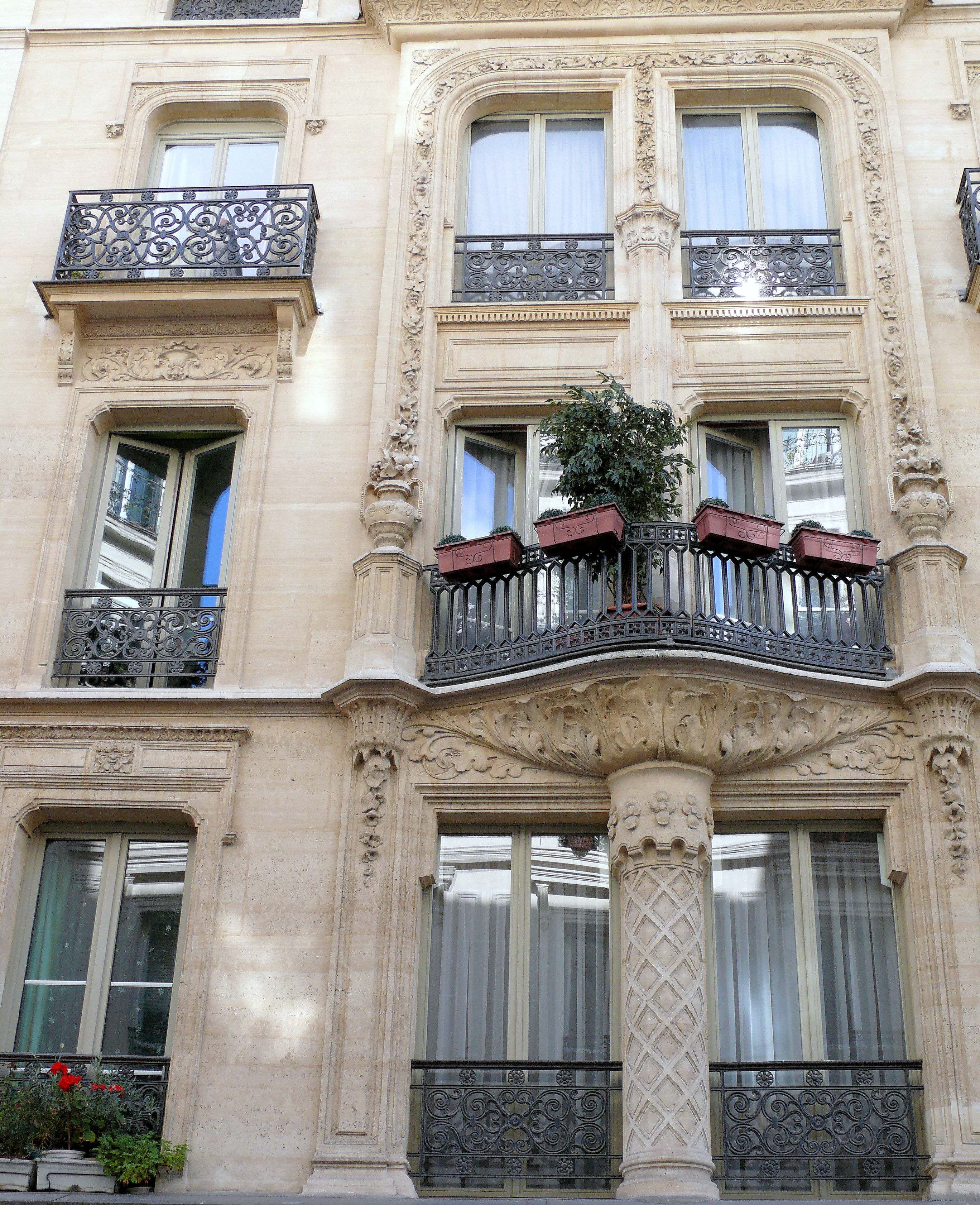
Das Haus Nr. 25 in der rue Victor Massé, Weills erste Galerie im Jahr 1901. Foto von 2009

Esther Berthe Weill (* 20. November 1865 in Paris; † 17. April 1951 ebenda) war eine französische Kunsthändlerin und Galeristin. Im Jahr 1901 gründete sie als erste Frau eine kleine Galerie, die Galerie B. Weill, in Paris, die an verschiedenen Standorten bis 1939 existierte und bis 1933 etwa 140 Ausstellungen betreute. Berthe Weill stellte als eine der Ersten im Jahr 1902 Werke von Pablo Picasso aus. Die von ihr geförderten jungen Künstler der Avantgarde nannten sie gelegentlich Mère Weill („Mutter Weill“) oder Merveille („Wunder“). 1933 veröffentlichte sie ihre Autobiografie.

## Leben und Werk
Berthe Weill stammte aus einer kleinbürgerlichen jüdisch-elsässischen Familie, sie hatte sechs Geschwister. Weill wird als sehr klein beschrieben, 1,50 Meter groß, sehr schlank, blaue Augen, sehr kurzsichtig, daher trug sie später statt eines Lorgnons eine Brille mit großen Gläsern. Sie trug oft ein Kostüm mit einem Gehrock und eine schwarze Krawatte.

### Die erste Galerie
Seit etwa 1888 arbeitete Weill als Angestellte des Antiquariats Mayer in der rue Laffitte in Paris. Das Geschäft in der Nähe der Grands Boulevards, gelegen in einer Straße mit vielen Kunsthandlungen, hatte renommierte Sammler als Kundschaft. Nach dem Tod ihres Chefs machte sie sich selbstständig, zunächst 1897 gemeinsam mit ihrem Bruder Marcellin mit einem winzigen Laden und einem Kapital von nur 50 Franc in der 25, rue Victor Massé im 9. Arrondissement. Im Jahr 1900 lernte sie Werke des jungen, damals noch unbekannten spanischen Malers Pablo Picasso durch Vermittlung seines ersten Kunsthändlers Pere Mañach kennen. Sie kaufte drei Pastellbilder mit Stierkampfmotiven, darunter das im selben Jahr entstandene Course de taureau.

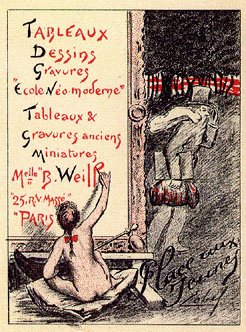
Poster für eine Ausstellung Berthe Weills (1901)

Am 1. Dezember 1901 gründete sie allein die Galerie B. Weill in der 25, rue Victor Massé, deren Schwerpunkt die jeunes peintres, die jungen Maler, bildeten. Zudem wurden Stiche alter Meister und Bücher angeboten. Aus Platzmangel hängte sie die noch feuchten Gemälde mit Wäscheklammern an Leinen auf, die durch die Galerie gezogen waren. Ihre dritte Ausstellung im Februar 1902 zeigte unter anderem Werke von Henri Matisse, Albert Marquet und Jacqueline Marval. Im April und Juni des Jahres war sie die erste Galeristin, die Arbeiten von Matisse verkaufte.
Vom 1. bis 15. April 1902 fand eine Ausstellung mit 30 Werken von Pablo Picasso statt. Gezeigt wurden unter anderem die Gemälde La chambre bleue (Le tub) und Courtisane au collier de gemmes, beide aus dem Jahr 1901.
Nach der Ausstellung im Salon d’Automne 1905, die einen Skandal hervorrief und den Begriff Fauvismus prägte, fand die nächste Ausstellung der von nun an Fauves genannten Maler vom 21. Oktober bis zum 20. November 1905 in Weills Galerie statt. Die ausstellenden Maler waren Charles Camoin, André Derain, Raoul Dufy, Othon Friesz, Henri Manguin, Albert Marquet, Henri Matisse und Maurice de Vlaminck.

### Weitere Standorte und ein Skandal

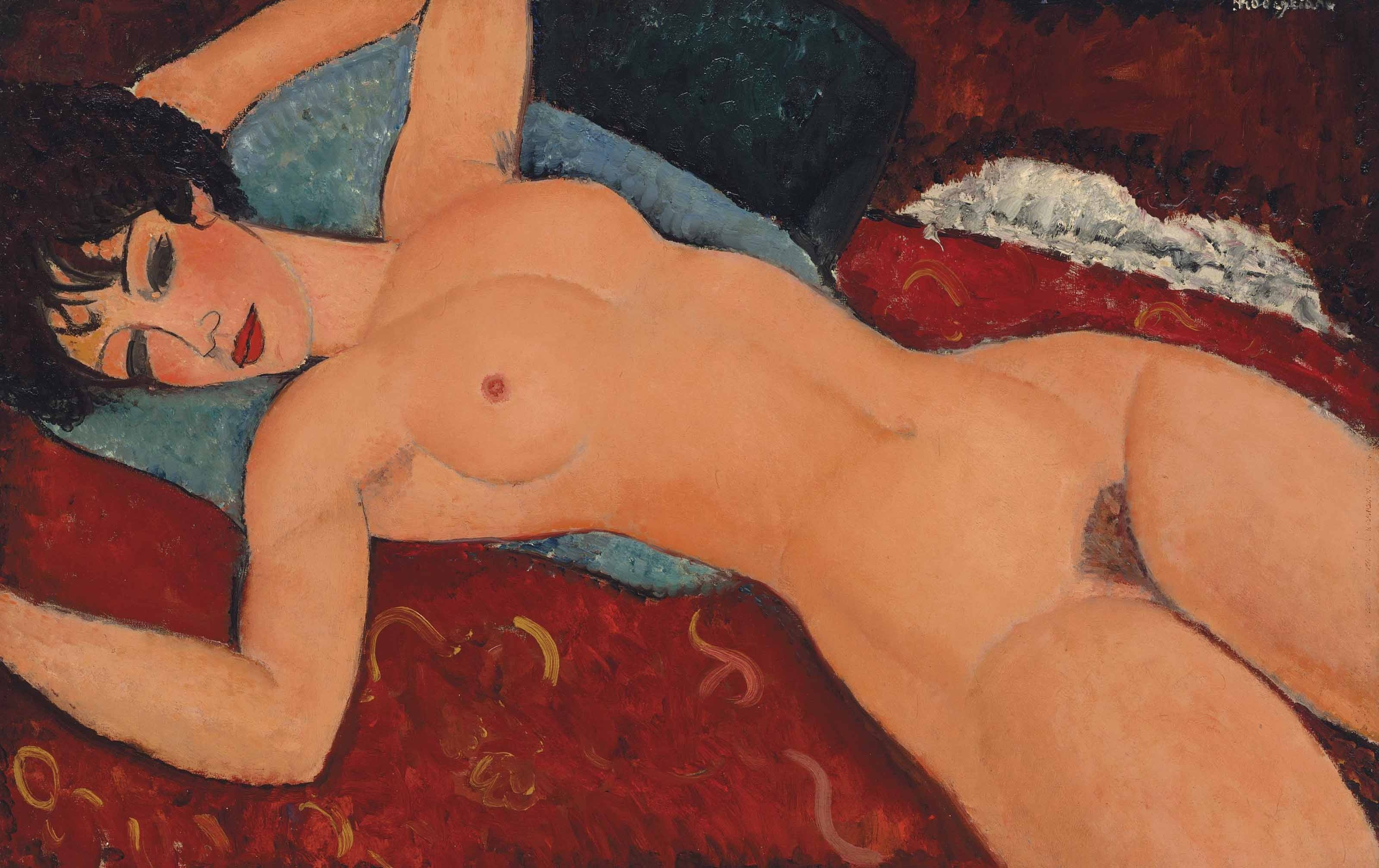
Nu couché befand sich unter den ausgestellten Aktbildern.

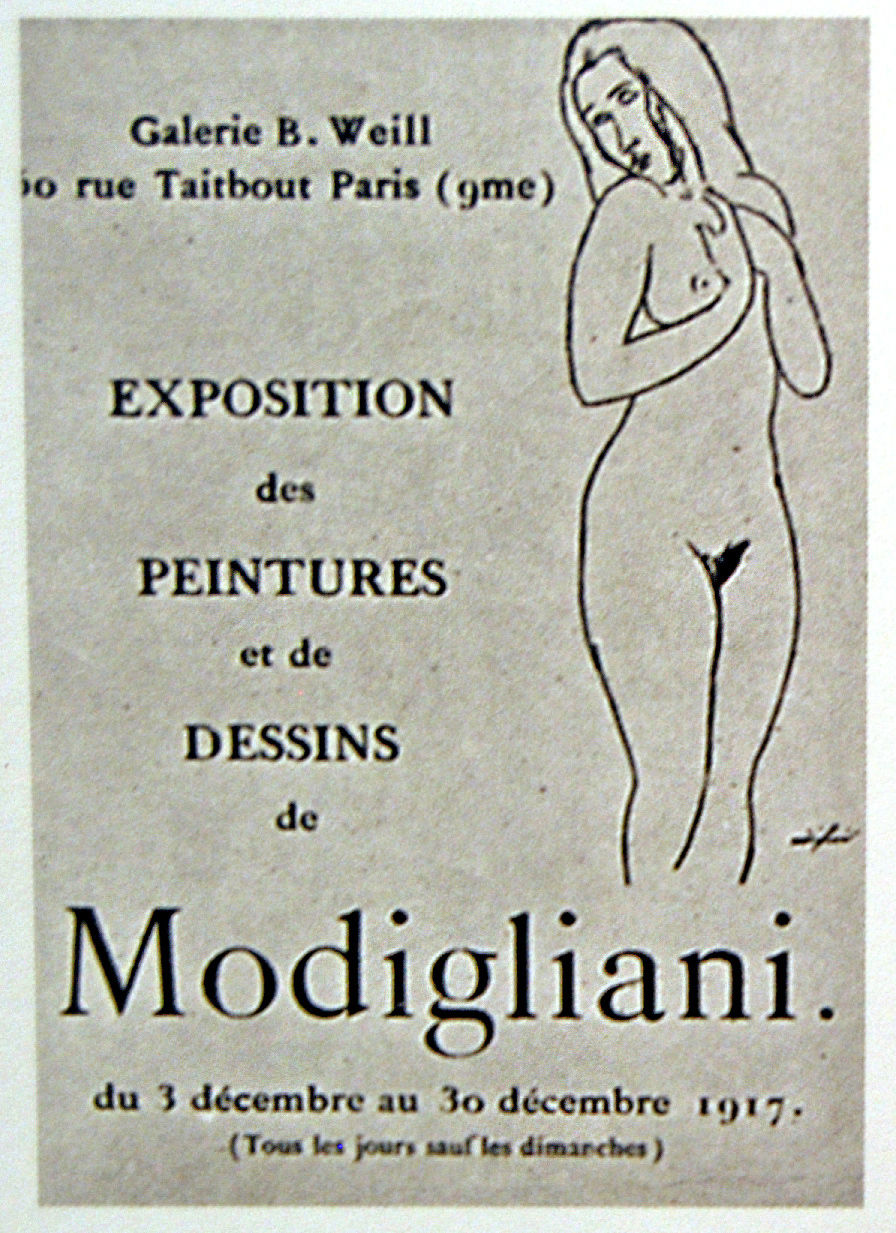
Amedeo-Modigliani-Ausstellung 1917 Berthe Weill

1917 bezog die Galerie größere Räume in der 50 rue Taitbout. Am 3. Dezember fand dort – vermittelt von Leopold Zborowski – die Vernissage der ersten und einzigen Einzelausstellung Amedeo Modiglianis zu Lebzeiten statt, der 1920 starb. Unter seinen 32 Gemälden und Zeichnungen befanden sich etwa sieben Aktbilder, eines von ihnen war im Schaufenster der Galerie platziert. Dieser Umstand führte zu einem Menschenauflauf vor dem Schaufenster. Ein Beamter aus dem gegenüberliegenden Polizeikommissariat wurde aufmerksam und forderte die Galeriebesitzerin auf, die Bilder abzuhängen, weil diese zu freizügig seien. Überliefert sind die Frage Berthe Weills: Mais qu’ont-ils donc ces nus? („Was ist denn bloß an diesen Nackten?“) und die lautstark und drohend vorgebrachte Antwort des Polizeikommissars: Ces nus … ils ont des poils! („Diese Nackten … die sind behaart!“). Um eine Beschlagnahmung der Bilder zu verhindern, kam Weill der Aufforderung zur Schließung der Ausstellung nach. Der Kritiker Francis Carco schrieb in L’éventail vom 15. August 1919, dass die Ausstellung nach Entfernung der Aktbilder wieder geöffnet gewesen sei. 1920 verlegte sie die Galerie in die 46 rue Laffitte, ebenfalls im 9. Arrondissement gelegen.

### Weills Memoiren und die vierte Galerie
1933 erschienen Weills Memoiren Pan ! dans l’œil ! … ou trente ans dans les coulisses de la peinture contemporaine 1900–1930, was etwa bedeutet „Peng! mitten ins Auge“, dessen Titel sich auf die Irritationen bezieht, die Betrachter moderner Kunst in ihren Sehgewohnheiten erlebten. Das Buch enthielt ein Vorwort von Paul Reboux und Aquarelle oder Zeichnungen von Raoul Dufy, Jules Pascin und Picasso. Weill war Zeitgenossin der bekannteren Galeristen Ambroise Vollard, Eugène Druet, Josse und Gaston Bernheim-Jeune, Clovis Sagot und Paul Guillaume. Sie berichtet von ihrer Leidenschaft für Werke junger Künstler wie Aristide Maillol, Pablo Picasso, Henri Matisse oder André Derain, die frühzeitig bei ihr ausstellten. Insgesamt organisierte sie zwischen 1901 und 1933 beinahe 140 Ausstellungen. Nicht unerwähnt bleiben in ihrem Werk die chronisch roten Zahlen ihres Geschäfts, doch war sie stolz darauf, dass sie immer wieder zur Liquidität zurückfand. Eine Neuauflage wurde 2009 herausgegeben.
Die Galerie zog 1937 ein letztes Mal um, die Adresse war 27 rue Saint-Dominique im 7. Arrondissement. 1939 folgte ihre Schließung aus finanziellen Gründen. Während der Besetzung Frankreichs blieb Weill in Paris. Es gelang ihr, den rassistischen Verfolgungen zu entgehen, denen sie als Jüdin ausgesetzt war. Als sie in ihrem winzigen, dunklen Appartement verhaftet werden sollte, soll sie sich verbal derart gewehrt haben, dass sie einer Verhaftung entging.

### Letzte Jahre
Am 12. Dezember 1946 fand in einer Galerie ein Verkauf von 80 Bildern zu Gunsten von Berthe Weill statt, die Spender waren Künstler sowie Galerien. Die Spendenaktion war ein Dank der Künstler, die Weill in ihren Anfangsjahren unterstützt hatte, entweder durch Ankauf von Werken oder kostenlose Präsentation in ihrer Galerie. Die Aktion sollte ihren Lebensunterhalt sichern. Im Jahr 1948 wurde Berthe Weill zum Chevalier de la Légion d’Honneur ernannt. Sie starb 1951 bewegungsunfähig und fast erblindet im Alter von 85 Jahren in ihrer Pariser Wohnung.

## Würdigungen

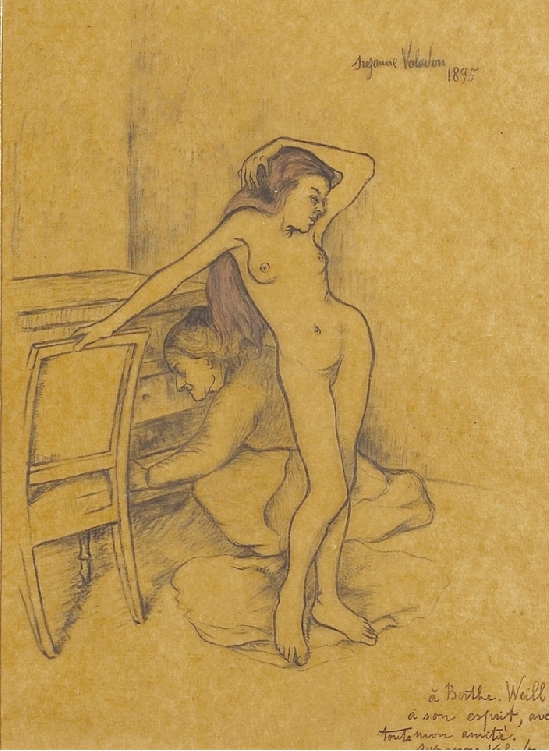
Suzanne Valadon: Nu, 1895. Die Zeichnung ist Berthe Weill gewidmet: à Berthe Weill, à son esprit, avec toute mon amitié. Suzanne Valadon, 1927

In der Galerie B. Weill wurden Werke von etwa 100 Künstlern ausgestellt. Neben den bereits genannten oder unbekannt gebliebenen Malern, Zeichnern oder Bildhauern zeigte sie frühzeitig Arbeiten beispielsweise von Alexander Archipenko, Émilie Charmy, Hermine David, Albert Gleizes, Alice Halicka, Marie Laurencin, Jean Metzinger, Isidre Nonell, Diego Rivera, Odilon Redon, Maurice Utrillo, Suzanne Valadon und Ossip Zadkine.
Die Beschäftigung mit moderner Kunst und ihr Spürsinn für die Entdeckung außergewöhnlich talentierter junger Künstler bestimmten Berthe Weills Leben. Es fehlte ihr jedoch an professionellem Geschäftssinn und materiellem Interesse, sodass die Mehrheit der jungen Maler zu Galeristen wechselte, die nicht von ihren Künstlern oder sich selbst erwarteten, „von Luft leben zu können“, wie es Matisse’ Biografin Hilary Spurling im Jahr 2001 ausdrückte.

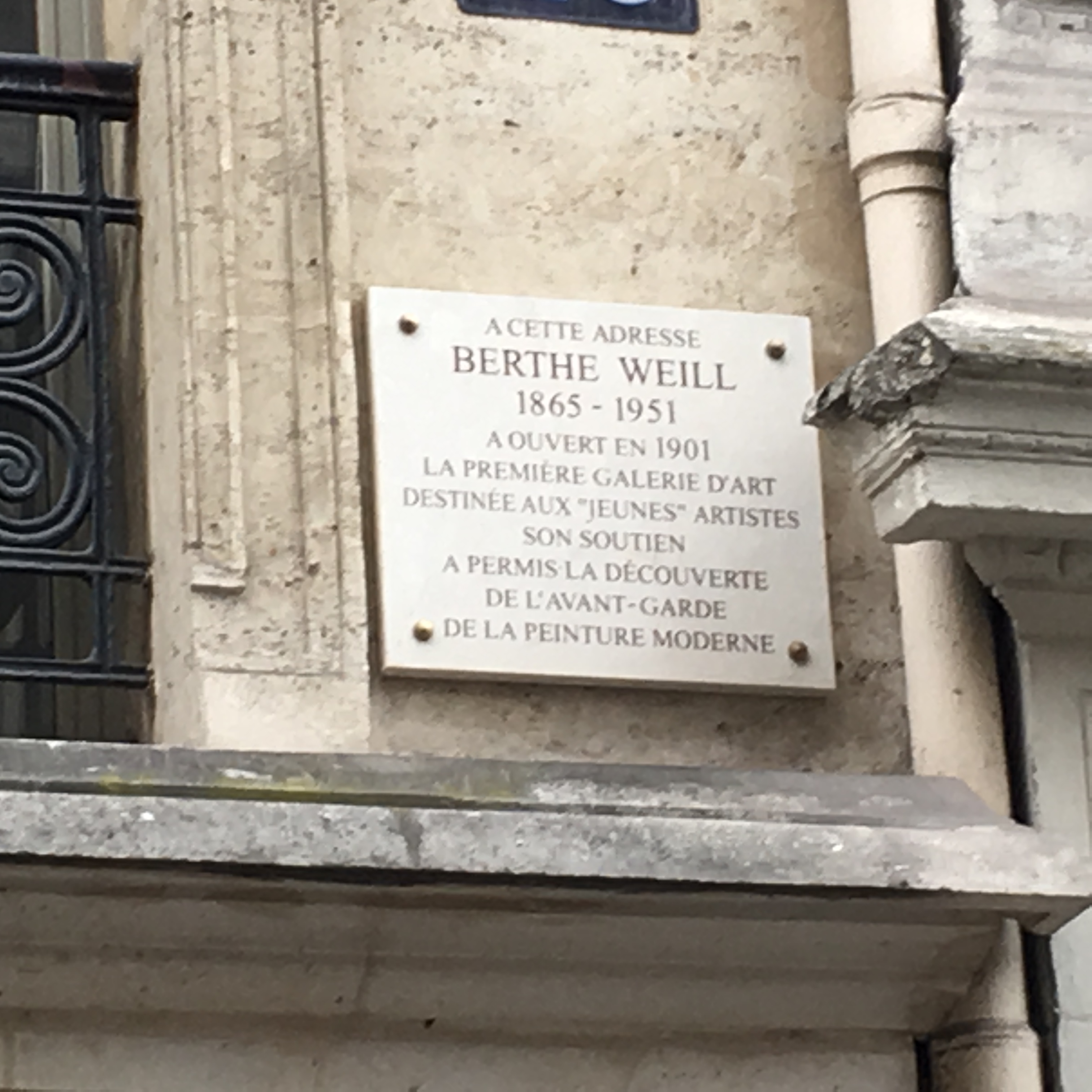
Die plaque commémorative am Haus 25 rue Victor Massé

Im November 2011 erschien erstmals eine Biografie, die das Leben und Wirken der fast vergessenen Galeristin beschreibt. Die Kunsthistorikerin Marianne Le Morvan veröffentlichte das Buch unter dem Titel: Berthe Weill 1865–1951. La petite galeriste des grands artistes – sie nahm im Untertitel Bezug auf die Statur der Weill: „Die kleine Galeristin der großen Künstler“. Weill setzte das weibliche Talent mit dem der männlichen Künstler gleich, was zu dieser Zeit im kulturellen Milieu im Allgemeinen nicht der Fall war.
Die Stadt Paris beschloss am 7. Februar 2012, das Haus in der 25 rue Victor Massé, in dem die erste Galerie eröffnet wurde, mit einer plaque commémorative (Gedenktafel) zu versehen, die an Berthe Weill und ihre Galerie erinnert. Die Enthüllung war am 8. März 2013. Der Text lautet: A cette adresse, Berthe Weill 1865–1951 a ouvert en 1901 la première galerie d’art destinée aux jeunes artistes. Son soutien a permis la découverte de l’avant-garde de la peinture moderne. („Unter dieser Adresse hat Berthe Weill 1865–1951 im Jahr 1901 die erste Kunstgalerie für junge Künstler eröffnet. Ihre Unterstützung hat die Entdeckung der Avantgarde moderner Malerei erlaubt.“)

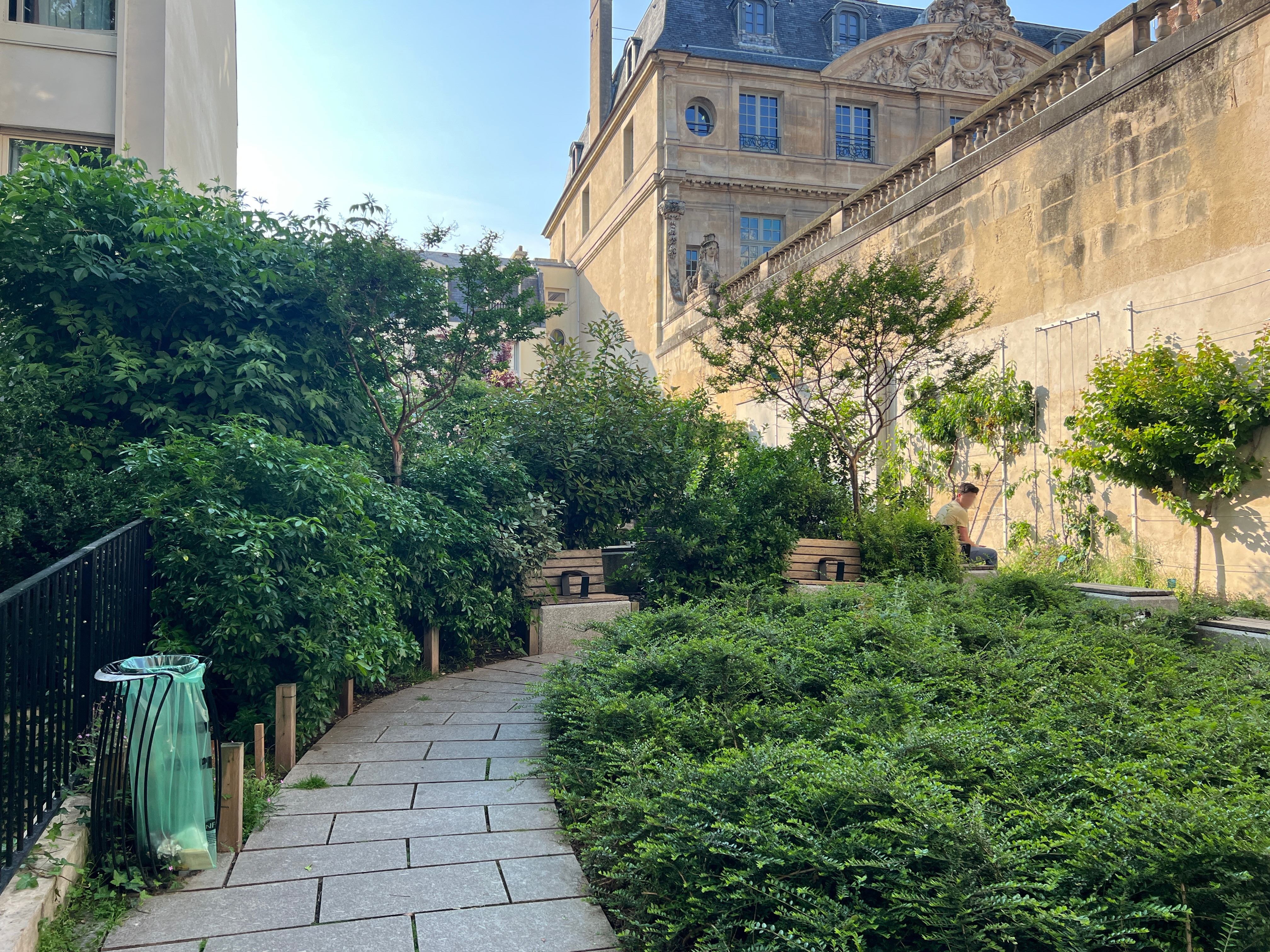
Jardin Berthe Weill, 2023

Im Jahr 2019 wurde in Paris der Jardin Berthe-Weill im 3. Arrondissement eröffnet, er liegt in der Nähe des Musée Picasso.
Eine Ausstellung mit dem Titel Make Way for Berthe Weill: Art Dealer for the Parisian Avant-garde findet vom 1. Oktober 2024 bis zum 1. März 2025 im Grey Art Museum der New York University statt. Anschließend wird sie im Musée de l’Orangerie in Paris vom 8. Oktober 2025 bis zum 25. Januar 2026 gezeigt.

## Schriften
- Berthe Weill: Pan ! dans l’œil ! … ou trente ans dans les coulisses de la peinture contemporaine 1900–1930. Librairie Lipschutz, 1933; Neuausgabe bei L'Échelle de Jacob, Dijon 2009, ISBN 978-2-91322-483-4.